# Bảo tàng Neon, Warszawa
Bảo tàng neon, cũng được gọi là Bảo tàng của neon (tiếng Ba Lan: Muzeum Neonów) là một bảo tàng nằm ở Praga-Południe của thủ đô Warsaw, Ba Lan. Các tài liệu tổ chức và bảo vệ các quảng cáo ánh sáng Ba Lan được tạo ra sau Thế chiến thứ II. Đây là lbảo tang đầu tiên ở Ba Lan và là một trong số ít các bảo tàng tổ chức triễn lãm về các bảng hiệu neon trên thế giới.
Bảo tàng nằm ở ul. Mińska 25, trong khuôn viên của Nhà máy Soho. Bảo tàng được thành lập vào năm 2012.

## Lịch sử
Lịch sử của bảo tàng bắt đầu vào năm 2005 khi Ilona Karwińska lưu bảng hiệu neon Berlin từ đường Marszałkowska ở Warsaw. Bộ sưu tập của bảo tàng có khoảng 100 bóng đèn neon thu thập từ khắp nơi ở Ba Lan  Hầu hết các bảng hiệu neon đều đến từ những năm 1960 và 1970.
Chín bảng hiệu neon lớn nhất bao gồm ŁÓWNA KSIĘGARNIA TECHNICZNA (MAIN TECHNICAL BOOKSTORE), Jubiler, dworzec kolejowy CHODZIEŻ (nhà ga CHODZIEŻ), KINO PRAHA (rạp chiếu phim PRAHA )  Bảo tàng cũng chăm sóc một số biển hiệu neon ở Warsaw, bao gồm Nàng tiên cá trên phố Grójecka.
Vào năm 2013, bảo tàng cùng với RWE đã tổ chức cuộc thi thiết kế bảng hiệu neon dành cho Warsaw.